# Skydedør
En skydedør er en type dør, der åbnet horisontalt ved at glide til siden, normalt parallelt med væggen. Skydedøre kan være monteret enten på et spor ved gulvet eller ved at hænge på et spor over døråbningen. Nogle typer skydedøre kører ind i et hulrum i væggen i stedet for at køre på ydersiden af væggen. Disse kaldes lommedøre.
Skydedøre kan være fremstillet af de samme materialer som almindelige døre inkl. træ, stål og glas. De bruges ofte i brusebade, som glasdøre i butikker, i garderober og skabe samt i varevogne.

## Automatiske skydedøre
Automatiske skydedøre kan have en motor og et aktiveringssystemer for at lukke dem op. De findes almindeligt i kontorer, butikker, lufthavne og lignende.

## Galleri
- Automatiske skydedøre
- Shoji papirdører som skydedøre